# Rendiconto delle Adunanza e dei Lavori dell'Accademia delle Scienze
Rendiconto della Società Reale Borbonica. Accademia delle Scienze (abreviado Rendiconto Soc. Reale Borbon. Accad. Sci.) fue una revista científica con ilustraciones y descripciones botánicas que fue publicada en Nápoles durante los años 1852 hasta 1856. con el nombre de Rendiconto della Società Reale Borbonica. Accademia delle Scienze. Nuova serie. Fue precedida por Rendiconto delle adunanze e de' lavori dell' Accademia delle Scienze y reemplazada por Rendiconti della Reale Accademia delle Scienze Fisiche e Matematiche.